# Coreia do Sul nos Jogos Olímpicos de Inverno de 1992
A Coreia do Sul competiu nos Jogos Olímpicos de Inverno de 1992, realizados em Albertville, França.